# Erpeldange-lès-Wiltz
Erpeldange-lès-Wiltz är en ort i Luxemburg.   Den ligger i distriktet Diekirch, i den nordvästra delen av landet, 40 kilometer norr om huvudstaden Luxemburg. Erpeldange-lès-Wiltz ligger 339 meter över havet och antalet invånare är 202.
Terrängen runt Erpeldange-lès-Wiltz är platt åt nordväst, men åt sydost är den kuperad. Erpeldange-lès-Wiltz ligger nere i en dal.  Närmaste större samhälle är Wiltz, 1,6 kilometer sydväst om Erpeldange-lès-Wiltz. 
I omgivningarna runt Erpeldange-lès-Wiltz växer i huvudsak blandskog. Runt Erpeldange-lès-Wiltz är det ganska tätbefolkat, med 120 invånare per kvadratkilometer.